# 核爆城市
〈重生機會〉（英語：Boom Town）是英國科幻電視劇《異世奇人》系列1的第11集，於2005年6月4日在英國BBC One播出。本劇的編劇為拉塞爾·T·戴維斯，祖·阿亨負責執導。演員方面，除了常設的基斯杜化·艾克斯頓飾演博士和比莉·派佩飾演羅斯·泰勒外，約翰·巴洛曼扮演的傑克·夏尼斯隊長也有很重的戲份。
此集講述博士、泰勒和傑克回到當今的卡迪夫。在這兒，泰勒遇到其男友米基·史密夫（洛爾·克拉克飾）。其後，眾人發現於〈第三次世界大戰〉中的倖存者，名為瑪格麗特·本蘭的外星人，意欲建造一座會爆炸的核電廠，以圖毀滅地球來換取其自由。
編劇及執行製作拉塞爾·T·戴維斯指這集的劇本起初是由保羅·阿賓度編寫的，但由於阿賓度後來有其它的要事在身，編寫劇本的負責才落入他手中。隨後，他決定撰寫另一個以瑪格麗特·本蘭為核心，並講述博士需要作出道德決擇的故事。在英國，這集最終有768萬人收看。所取得的評價多樣，從正面到負面都有。

## 劇情
博士、泰勒和傑克隊長乘坐的TARDIS座落在卡迪夫，以讓卡迪夫裂痕為TARDIS補給能量。這時，米基來找其女友泰勒。於是，眾人一同午膳。期間，博士從報紙上發現本蘭非但未死，更當上卡迪夫的市長。為此，博士等人到市政府找她。本蘭聽聞博士的到來，落荒而逃，但還是被博士捉到。同時，博士還發現本蘭打算興建一座會爆炸、可令地球毀於一旦的核電廠。當地球爆炸時，她就會乘坐「摩擦物理波形宏動外推器」—一種像滑浪板的外星交通工具逃走。
為此，博士把她軟禁在TARDIS，並把外推器帶走，給TARDIS提供更多的能量。本蘭深知不能逃走，故哀求博士不要把她送回其家鄉，否則她會遭到處決，但博士沒有答應。無奈地，本蘭只能退而求其次，要求與博士一起共進於地球的最後晚餐，後者同意。在進餐期間，本蘭多次試圖暗算博士，但都被後者一一化解。其後，本蘭又請求博士把她送到其它的星球讓她渡過餘生，又指她已改過自生，不會再殺生。雖然如此，博士還是沒有答應。
此時，卡迪夫忽然地動山搖。原來，這是本蘭的B計劃。她早在推動器上做了手腳，使得TARDIS非但沒有吸收卡迪夫裂痕的能量，反而釋出更多，使得裂痕打開。博士帶同本蘭返回TARDIS，發現TARDIS已經失控。本蘭有見計謀得逞，打算通過推動器離開。此時，TARDIS的心打開，釋出極其祥和的光芒，本蘭被其深深吸收，並最終使她變回一顆蛋。博士相信這是由於TARDIS之心解讀到本蘭的思想，並它替本蘭完成心願。為讓本蘭真正的重過新生活，博士決定把蛋送回她的家鄉，並交由正直的人照顧。

### 前後連接
系列1的故事線「惡狼」曾在本集出現。在劇集中段，博士發現本蘭意圖建立的核電廠名為「Blaidd Drwg」。在威爾斯語中，這正是指惡狼。另外，劇中提到的卡迪夫裂痕首見於〈借屍還魂〉，後在〈烏托邦〉一集再次提及。另一方面，此裂痕還曾於《異世奇人》的衍生劇《火炬木小組》出現過。
此外，泰勒在劇集初段提到博士曾在珊瑚花星（Justicia）留下足跡，這過程記載於史提芬·高爾的衍生小說《怪獸內部》。而本蘭提到她兒時就被迫殺人，否則會被餵食毒蟲，這節情早在第一任博士的〈星際網狀〉已提及過。

## 製作
拉塞爾·T·戴維斯在接受《異世奇人雜誌》訪問時指〈重生機會〉的編劇最初由其友人兼前同事保羅·阿賓度擔當。阿賓度意欲把在本集講述博士於實驗室培育泰勒成為完美的伴侶，並將劇集名為〈虛無〉（The Void）。但是，由於阿賓度後有要事須處理而被迫離開，戴維斯唯接手其工作。在得悉出任本集的編劇後，戴維斯決定編寫另一個故事，並把他認為在〈撞毀大笨鐘〉和〈第三次世界大戰〉中「表現超卓」的安納·畢蘭特帶入劇中。於劇集開端出場的克利弗先生由威爾斯·湯馬士飾演。事實上，他同時是1988年的〈戴立克的回憶〉中參演過，這使他成為首位參與舊版和新版《異世奇人》演出的人。湯馬士後來還在《火炬木小組》中扮演格溫·庫珀的父親傑倫特·庫珀。
戴維斯還透露這集本身名為〈與怪獸午膳〉，又戲言這集的正確名稱該是〈我們應怎麼對瑪格麗特？〉。至於主題，戴維斯指是想探索博士到底有否裁定他人生死的權力。同時，還講述博士飽受戰爭蹂躪的生世，和泰勒因與博士同遊下遠離男友米基所帶來的後果。對於如何處理泰勒和米基的衝突，戴維斯最終決定使用天外救星（deus ex machina），即那場突如其來的地動山搖。戴維斯解釋這是經過深思的決定，因這方法還可使本蘭重新帶入劇集。不過，戴維斯也承認這方法存在瑕疵，蓋因TARDIS釋出能量違背了其過去設定的物理原則。
本集絕大部份的內容也是於2005年1月在卡迪夫灣實景拍攝，另外一幕在威爾斯千禧中心門前取景。博士在劇中曾讀過威爾斯報章《西部郵報》，戴維斯解釋他是想向觀眾推廣威爾斯文化，不單是出於《異世奇人》產於這兒，更因這劇有不少威爾斯演員參與。同時，他還想向世人展示威爾斯的優美環境。泰勒和米基在達爾廣場水塔的夜拍花了兩天的時間，全因拍攝首天天氣太凍，以致噴泉無法運作。博士和本蘭吃飯的一幕在2005年1月拍攝，地點為卡迪夫一間名為「小酒館10號」（Bistro 10）。這戲比其它的場面提前一個月拍攝是為了遷就畢蘭特的檔期，而當這一幕拍攝時，派佩和巴洛曼正忙於〈戰火孤雛〉的演出。此外，派佩叔叔的離世也使劇集結尾的數幕需要延期拍攝。

## 反響和發佈
〈重生機會〉2005年6月4日在英國BBC One頻道首播。劇集播出後，收視報告指英國當晚有713萬人收看，收視率為36.95%。最終的收視人數為768萬。它的欣賞指數評分為82分，可被屬類為「出色」。
雜誌《SFX》形容《重生機會》是「破格之作」，並讚賞劇中帶出的道德矛盾，但該雜誌也認為本蘭變成蛋的情節使得博士不用再面對道德上的決擇。而泰勒和米基的陪襯情節也「太弱」，全因劇中沒有提到二人的關係有所改善。《Now Playing》給這集的分數為B+，筆者戴夫·高德認為這集的對白和馬瑞·高德的配樂非常出色，但為了劇情的發展而「犧牲了一些邏輯」。《Digital Spy》則更為負面，該報覺得這集「真的不行」，又指把畢蘭特帶入劇中是個「壞主意」。
2013年，《廣播時報》的帕特里克·穆爾肯重評此集，他喜歡博士與本蘭共進晚餐的情節，但認為這集隔在精彩的〈博士之舞〉和〈背水一戰〉播放，使得這集變得失色。《誰是博士》（Who Is the Doctor）一書的兩名作者對本集有不同的看法。其中，羅拔·史密夫認為此集「很有娛樂性」，而且「有深度的」，但他對天外救星的情節不感滿意.。另一名作者格雷娒·伯克給予較為負面的評價，他直言這集「只略勝於有趣的鬧劇」，又認為劇集有不少好場景但沒有「真正的故事」，以及劇中所謂的道德決擇並不成立，因博士最終根本沒有下決定。

## 資料來源
1. ↑  . BBC.   [2012-03-27]. （原始内容存档于2005年7月9日）.
2. 1 2  . BBC.   [2013-11-29]. （原始内容存档于2013-11-30）.
3. 1 2 3  Burk and Smith? p. 46
4. 1 2 3  Doctor Who Magazine (Royal Tunbridge Wells, Kent: Panini Comics). 2005-09-14, (360). 缺少或|title=为空 (帮助)
5. ↑  Richards, Justin. . 2006.
6. ↑  . Radio Times. June 2005  [2012-03-27]. （原始内容存档于2010年1月9日）.
7. ↑  Arnopp, Jason. . Doctor Who Magazine (Royal Tunbridge Wells, Kent: Panini Comics). 2013-08-22, (464): 66.
8. 1 2 3 4 5 6  . . 第1系列. 第11集. 4 June 2005. BBC. BBC Three.
9. 1 2   (Video). BBC. 2011-06-29  [2013-11-29]. （原始内容存档于2021-01-30）.
10. ↑  . icWales. 2005-06-04  [2013-11-29]. （原始内容存档于2006年6月13日）.
11. 1 2 3  Badland, Annette; John Barrowman; Phil Collinson.  (DVD). Doctor Who: The Complete First Series Disc 4: BBC. 2005.
12. ↑  . Outpost Gallifrey. 2005-06-05  [2013-11-29]. （原始内容存档于2005年6月7日）.
13. ↑  Russell, Gary. . London: BBC Books. 2006: 139. ISBN 978-0-563-48649-7.
14. ↑  Sullivan, Shannon. . A Brief History of Time (Travel). 2009-10-17  [2013-12-06]. （原始内容存档于2020-01-13）.
15. ↑  . SFX. 2005-06-04  [2012-04-30]. （原始内容存档于2005年11月24日）.
16. ↑  Blumburg, Arnold T. . Now Playing. 2006-05-19  [2013-03-27]. （原始内容存档于2006年8月22日）.
17. ↑  Hogan, Dek. . Digital Spy. 2005-06-04  [2012-04-30].
18. ↑  Mulkern, Patrick. . Radio Times. 2013-06-17  [2013-12-07]. （原始内容存档于2016-06-24）.
19. ↑  Burk and Smith? pp.48-50
20. ↑  Burk and Smith? p. 50